# 珍妮弗·卡诺特
珍妮弗·卡诺特（德語：Jennifer Karnott，1995年3月4日—），德国女子羽毛球運動員。

## 主要比賽成績
只列出曾進入準決賽的國際賽事成績：
| 年份   | 賽事                 | 公開賽級別 | 項目     | 拍檔          | 成績   |
| ------ | -------------------- | ---------- | -------- | ------------- | ------ |
| 2011年 | 歐洲青年羽毛球錦標賽 | 其他       | 混合團體 | －            | 冠軍   |
| 2012年 | 土耳其羽毛球國際賽   | 國際系列賽 | 混合雙打 | 法比安·罗斯   | 亞軍   |
| 2013年 | 歐洲青年羽毛球錦標賽 | 其他       | 混合團體 | －            | 季軍   |
| 2015年 | 葡萄牙羽毛球國際賽   | 國際系列賽 | 女子雙打 | 卡罗拉·鲍特   | 亞軍   |
| 2016年 | 瑞士羽毛球國際賽     | 國際系列賽 | 混合雙打 | 理查德·杜马克 | 準決賽 |

| 2007-2017年 | 首要超級賽 | 超級賽 | 黃金大獎賽 | 大獎賽 | 國際挑戰賽 | 國際系列賽 | 未來系列賽 | 其他 |

| 2018-2026年 | 總決賽 | 超級1000賽 | 超級750賽 | 超級500賽 | 超級300賽 | 超級100賽 | 國際挑戰賽 | 國際系列賽 | 未來系列賽 | 其他 |